# Решетняк Геннадій Анатолійович
Генна́дій Анато́лійович Решетня́к  (27 червня 1964, м. Луганськ, Українська РСР — 28 лютого 2017, смт Луганське, Бахмутський район, Донецька область, Україна) — молодший сержант Збройних сил України, учасник російсько-української війни. У мирному житті — інженер-технолог харчової промисловості.

## Біографія
Народився 1964 року в Луганську. Навчався в спортінтернаті, брав участь у чемпіонатах з плавання, виборов золоту медаль у першості України. Здобув фах техніка-технолога в Луганському технікумі громадського харчування. 1991 року закінчив Київський технологічний інститут харчової промисловості за спеціальністю «Технологія виробництва хлібобулочних, макаронних, кондитерських виробів та харчових концентратів». Багато часу приділяв самоосвіті. З 1979 по 1989 рік працював техніком-технологом громадського харчування, а з 1989 по 2008 рік — на хлібокомбінатах Луганська, від тістовода до інженера-технолога, начальника зміни, головного технолога; головним технологом кондитерського та макаронного цехів фабрики «МилаМ» м. Луганськ. Сам робив меблі для своєї оселі, міг робити всі види ремонту в квартирі. Дотримувався здорового способу життя.
Після захоплення Луганська російсько-сепаратистськими бойовиками перевіз родину до Харкова. Працював у Грузії в пекарні та у харчовій промисловості в Харкові. Планував відкрити власну фірму із консалтингу у харчовій галузі.
У червні 2016 року пішов до військкомату, щоб захищати рідну землю. 13 червня призваний на військову службу за контрактом Бахмутським РВК.
Молодший сержант, командир інженерно-позиційного відділення інженерно-саперного взводу 1-го механізованого батальйону 54-ї окремої механізованої бригади, в/ч А0693, м. Бахмут.
Загинув 28 лютого 2017 року на передовій позиції на «Світлодарській дузі», поблизу смт Луганське, внаслідок ворожого обстрілу з РПГ. В день, коли Геннадій загинув, до нього приїхала дружина і чекала його у Бахмуті.
Похований на кладовищі Харкова, на Алеї Героїв.
Залишились дружина та двоє дорослих дітей, — син і донька.

## Нагороди
- Указом Президента України № 138/2017 від 22 травня 2017 року «за особисту мужність, виявлену у захисті державного суверенітету та територіальної цілісності України, самовіддане виконання військового обов'язку» нагороджений орденом «За мужність» III ступеня (посмертно).